# William Gooch
Pour les articles homonymes, voir Gooch.
William Gooch, né le 3 avril 1770 à Brockdish et mort le 12 mai 1792 en baie de Waimea à Oahu, est un astronome britannique. 

## Biographie
William Gooch est né le 3 avril 1770. Il est le fils de William et Sarah Gooch et a été baptisé le 8 mai 1770 à l'église Saint-Pierre et Saint-Paul de Brockdish près de Diss dans le Norfolk. Il est scolarisé à Harleston puis à Stradbroke. Sa sœur, Sarah, meurt de la variole à l'âge de 10 ans en 1777. 
Le père de Gooch est barbier et fabricant de perruques pour la noblesse de Brockdish, marguillier et a également, parfois, gendarme du village. C'est grâce aux services de son père que William Gooch attire l'attention de Thomas Maynard (plus tard Sir Thomas Maynard Hesilrige, 10e baronnet de Noseley Hall), qui lui permettra d'entrer le 30 mai 1786, à 16 ans comme Sizar (en) au Gonville and Caius College de Cambridge. Il y obtient son BA (Second Wrangler) en 1791 et reçoit le prix Smith ainsi que le prix Schuldham du collège puis devient junior Fellow. 
À Cambridge, Gooch se lie d'amitié avec Miss Sally Smithson, la fille d'un cuisinier du St John's College de Cambridge, avec qui il continue à correspondre après avoir rejoint l'expédition Vancouver comme astronome. Recommandé à l'astronome royal Nevil Maskelyne qui siège au Board of Longitude, par Samuel Vince et John Brinkley, il se rend en effet à Londres en avril 1791 où Maskelyne le prépare pour l'expédition. Il reçoit aussi des conseils de William Wales, qui a servi comme astronome de James Cook et en juillet 1791, embarque à Deptford sur le Daedalus commandé par le lieutenant Richard Hergest. 
Gooch est nommé avec un salaire de 400 £ par an et reçoit des instruments de navigation et d'astronomie. Il navigue sur le Daedelus en août 1791, qui doit rejoindre George Vancouver en baie de Nootka.
Dans la dernière lettre de Gooch à ses parents, écrite le 2 mai 1792, il parle de ses inquiétudes d'avoir utilisé un faux méridien et de ses espoirs d'être réunis à eux pour l'automne 1794. Le 11 mai 1792, Richard Hergest et lui, avec quelques matelots, embarquent sur le cotre du navire pour commercer avec les locaux et se réapprovisionner en eau douce à Waimea sur Oahu, dans les îles hawaïennes. Le groupe est attaqué par des Pahupu (guerriers hawaïens) le 12 mai. Hergest, Gooch et un marin sont isolés du groupe puis massacrés.
L'histoire de Gooch est recueillie dans ses lettres, dont beaucoup étaient à ses parents, et dans son journal qui fait partie des archives du Board of Longitude à la Bibliothèque de l'université de Cambridge. 
Sa biographie, The Death of William Gooch: A History's Anthropology, a été écrite en 1995 par Greg Dening et illustre les dangers des rencontres interculturelles à l'ère de l'exploration.